# ويليام ماكنزي تومسون
ويليام ماكنزي تومسون هو طيار بطل كندي، ولد في 15 سبتمبر 1898 في لا شين في كندا، وتوفي في 9 يوليو 1987.